# Gene Winfield
Pour les articles homonymes, voir Winfield.
Robert Eugene Winfield, dit Gene Winfield, né le 16 juin 1927 à Springfield (Missouri) et mort le 4 mars 2025 à Atascadero (Californie), est un concepteur d'automobiles américain pour le cinéma.

## Biographie
Gene Winfield passe sa jeunesse à Modesto en Californie. Il développe très tôt une passion pour les voitures et les courses automobiles.
En 1951, il atteint une vitesse proche de 220 km/h sur le circuit de Bonneville Salt Flats, au volant d'une Ford T baptisée The Thing (« La Chose »). Peu après, il ouvre un magasin à Modesto, le Winfield’s Custom Shop, qui propose de personnaliser certaines voitures ; il innove sur la manière de colorer les véhicules.
En 1962, il rejoint l'entreprise Aluminum Model Toys (en) (AMT), en tant que conseiller de conception des modèles réduits que fabrique la société. De 1966 à 1971, il dirige le « Speed and Custom Division Shop », un magasin créé par AMT ; Gene Winfield le gérera de sa création à sa disparition.
The Reactor est une voiture en aluminium construite par Gene Winfield pour le salon de l'automobile du Connecticut en 1965. Sa construction a coûté 20 000 dollars (de 1965). Elle inclut une suspension d'auto-nivellement totalement indépendante provenant d'une Citroën DS, un moteur de 180 chevaux avec six turbocompresseurs provenant d'une Chevrolet Corvair. La voiture se soulève du sol lorsque l'on démarre le moteur, tout comme sur la DS. En 1965, la DS d'usine développe seulement 85 chevaux. The Reactor a été un précurseur de l'idée de la DS « rapide », idée reprise plus tard dans la SM,.
Par la suite, Gene Winfield poursuit ses travaux en se concentrant sur le cinéma (en commençant par Blade Runner en 1982) et la télévision. Il devient une référence dans le domaine de la conception et de la réalisation de véhicules.
Gene Winfield meurt le 4 mars 2025 à l'âge de 97 ans.

## Filmographie

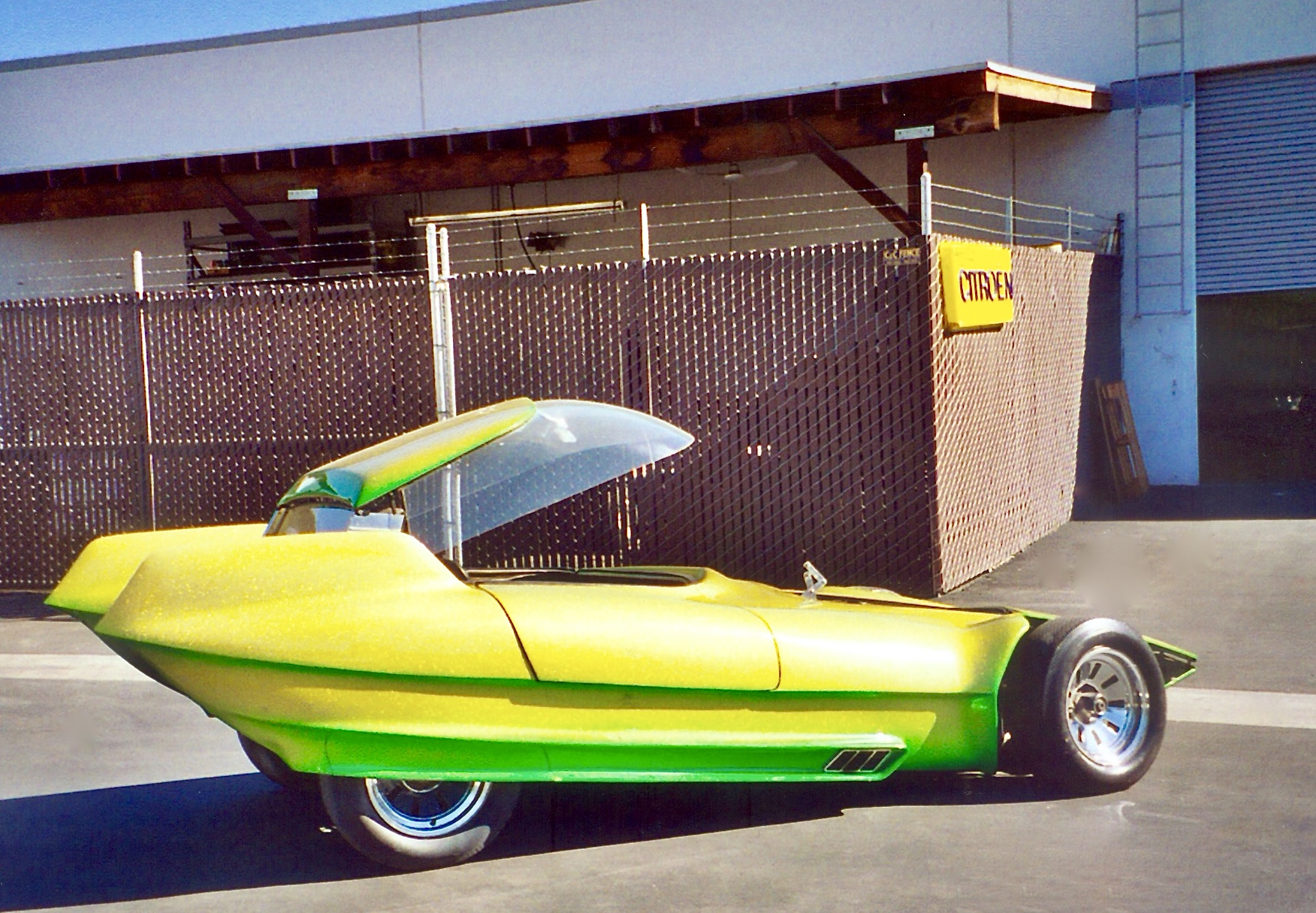
Reactor par Gene Winfield.

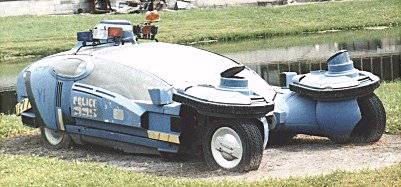
Un spinner comme ceux conçus par Gene Winfield pour le film Blade Runner.

| Année | Film                 | Véhicule(s)                 |
| ----- | -------------------- | --------------------------- |
| 1982  | Blade Runner         | 25 véhicules (dont spinner) |
| 1984  | The Last Starfighter | « Starcar »                 |
| 1985  | Trancers             |                             |
| 1987  | RoboCop              | « 6000 SUX »                |

| Année | Titre                    | Véhicule(s)              |
| ----- | ------------------------ | ------------------------ |
| 1967  | Des agents très spéciaux | « Piranah car »          |
| 1965  | Max la Menace            | « Sunbeam Tiger »        |
| 1967  | Batman                   | « Reactor »              |
| 1967  | Star Trek                | « Shuttlecraft Galileo » |
| 1967  | Star Trek                | « Reactor »              |
| 1967  | Ma sorcière bien-aimée   | « Super Car »            |